# Yassine Bouzrou
 (juillet 2023).
Yassine Bouzrou, né le 30 mars 1979 à Bezons (Val-d'Oise), est un avocat pénaliste français qui a prété serment le 25 octobre 2007. Il plaide dans de nombreux procès médiatiques, notamment concernant des affaires criminelles, d'accusations de violences policières et d'atteinte à la vie privée.

## Biographie

### Famille et formation
Yassine Bouzrou naît le 30 mars 1979 à Bezons, dans le Val-d'Oise, de parents marocains. Son père est chauffeur-livreur à Rungis ; sa mère est garde-malade. Troisième enfant d'une fratrie de cinq garçons, il grandit dans la cité Gaultier, à Courbevoie.
Après un passage dans un internat privé, hors contrat, au Pré-Saint-Gervais en Seine-Saint-Denis puis au lycée La Folie Saint-James, à Neuilly-sur-Seine, il obtient un baccalauréat technologique. En 2000, il suit une formation d'administration économique et sociale à l'université Paris II-Assas et intègre le droit au deuxième semestre, travaillant en parallèle dans l'immobilier. En tant qu'élève avocat, il obtient un stage chez le pénaliste Jean-Yves Liénard, puis un autre stage auprès de l'avocat Jean-Yves Le Borgne. Il suit ce dernier et Christian Saint-Palais lors des procès de l'Erika et de l'affaire des faux électeurs du 5e arrondissement.

### Carrière
Il crée son cabinet le 25 octobre 2007. L'année suivante, il s'associe à l'avocate Julie Granier et cofonde le cabinet Bouzrou et Granier, ensuite renommé Bouzrou Associés,.
Philippe Bilger, avocat général dans le procès du gang des barbares, voit Yassine Bouzrou comme l'« un des meilleurs » avocats de sa génération. En 2010, trois ans après sa prestation de serment, il figure dans le classement des « trente avocats les plus puissants de France » établi par l'édition française du magazine GQ ; à partir de la fin des années 2010 il y figure régulièrement aux côtés de son associée Julie Granier,. En 2021, il figure en tête de ce classement.
Décrit comme un « redoutable procédurier »,, il est surnommé « l'as de la procédure » par certains policiers ou encore « Relaxator »,.
Il prend position contre les contrôles policiers discriminatoires ; soutenant le Collectif contre le contrôle au faciès, il témoigne avoir été traité de « bicot » par un policier dans son adolescence lors d'un contrôle d'identité.

### Autres
Il a défendu plusieurs rappeurs français dont Seth Gueko et LIM qui le citent dans plusieurs chansons,.
Le 16 février 2022, il publie son premier livre, Avocat des Libertés.

## Affaires médiatisées
En 2007, après six mois d'exercice, il devient l'avocat de l'un des accusés dans l'affaire du gang des barbares.
En 2008, il défend la famille de Lyès Gouasmia, jeune homme de 21 ans et indicateur de la BAC Nord Marseille, retrouvé mort d’une balle dans la poitrine. Accusés de complicité d’assassinat, quinze policiers ont été mis en examen.
En 2011, il est l'avocat d'Anh Đào Traxel, la « fille de cœur » de Jacques Chirac, dans l’affaire pour diffamation qui l’oppose en 2009 à un contributeur de l’encyclopédie en ligne Wikipédia.
En 2011, il représente un ancien candidat de l’émission Nouvelle Star accusé de proxénétisme et principal prévenu dans l’affaire Zahia. En février 2020, il dépose une « demande d’acte préalable à une requête en révision ». Il communique à la justice le témoignage d’une ancienne escort-girl, qui met en cause l’homme d’affaires suisse Yves Bouvier,.
En 2012, il représente un des hommes accusé de l’assassinat du leader des Tigres tamouls, Nadarajah Mathinthiran, dit « Parithi », à Paris. Son client bénéficie d'un non-lieu.
En 2013, Michel Courtois, le peintre en bâtiment poursuivi pour un quadruple meurtre dans l’affaire du « tueur de l’Essonne » fait appel à lui. Dénonçant les « aveux extorqués » à son client, il obtient sa libération.
En 2015, il défend l’un des commissionnaires dans l'affaire dite des « cols rouges » de Drouot,.
En 2016, il est désigné comme avocat par plusieurs familles de victimes des attentats de Nice — comme en 2009, lorsqu'il représente les familles des victimes du crash Rio-Paris, ou en 2019, lorsqu'il représente des proches d'une victime française du crash du Boeing 737 MAX d'Ethiopian Airlines.
Il est l’avocat de la famille d’Adama Traoré, jeune homme mort le 19 juillet 2016 lors son interpellation par des gendarmes. Le mois suivant sa désignation, il obtient le dépaysement de l’affaire à Paris. L'hebdomadaire L'Obs considère qu'il est à l'origine de la mutation d'Yves Jannier, ancien procureur de la République de Pontoise.
Dénonçant les bavures policières, il plaide souvent dans des affaires portant sur de telles accusations, notamment celle d'Abu Bakari Tandia, mort après sa garde à vue à Courbevoie, et Abdoulaye Fofana, molesté par des policiers à Montfermeil. Cette bavure policière a inspiré le film Les Misérables réalisé par Ladj Ly, qui a reçu quatre César lors de la 45e cérémonie en février 2020, notamment celui du meilleur film.
En novembre 2016, il défend Malaminne Traoré, multirécidiviste déjà condamné 7 fois pour conduite sans permis parfois en état d'ivresse, qui a tué deux policiers en percutant leur véhicule sur le périphérique parisien, en rentrant de boîte de nuit en février 2013. En mars 2018, l’accusé est condamné à 15 ans de prison avec une période de sûreté de 10 ans, une peine supérieure au jugement en première instance.
En octobre 2017, avec son associée Julie Granier, il est chargé de défendre Tariq Ramadan lorsque ce dernier est accusé de viol par Henda Ayari. Alors que le suspect est en détention provisoire en mars 2018, L'Express affirme que celui-ci aurait changé d'avocat. Ce ne serait plus le cabinet Bouzrou Associés qui le défendrait à l'avenir, mais le pénaliste Emmanuel Marsigny, cofondateur et ancien associé du cabinet Metzner. Cependant, selon Le Monde, si Me Marsigny est bien devenu avocat de Ramadan, Bouzrou Associés resterait toujours chargé de sa défense. Finalement, selon l'AFP et Le Journal du dimanche, c'est Yassine Bouzrou qui décide d'abandonner le dossier de Tariq Ramadan, en raison de désaccords avec le comité de soutien de celui-ci qui veut une défense plus politique et médiatique,,,.
En janvier 2018, il assure la défense des intérêts de plusieurs familles victimes du scandale sanitaire Lactalis. Il dépose plainte contre Lactalis et l’Etat pour « administration de substances nuisibles »,.
En juin 2018, il défend les intérêts du syndicat Unité Magistrats et porte plainte « contre X » pour installation illégale d’un système de vidéosurveillance au tribunal de grande instance de Nice.
En 2019, il représente les intérêts du syndicat de police Vigi dans l'affaire Benalla. Il demande et obtient l’extension d'une investigation dans cette affaire à la suite de la disparition du coffre-fort d'Alexandre Benalla à la veille de sa garde à vue. Dans l'affaire Zineb Redouane, il est à l'origine de la mutation du procureur de la République Xavier Tarabeux.
En 2020, il défend « Haurus », un agent de la DGSI accusé d'avoir vendu des informations confidentielles sur le darknet,, et Piotr Pavlenski, un artiste et activiste politique russe réfugié en France, accusé d'avoir porté atteinte à la vie privée de Benjamin Griveaux.
En 2021, dans le cadre du procès de l'attentat déjoué avant l'Euro 2016 il défend le principal accusé qui sera condamné à 24 ans de prison comme ses principaux complices[réf. nécessaire].
Il défend, à partir du mois de septembre 2022, le footballeur Mathias Pogba, frère de Paul Pogba.
Le 27 juin 2023, il annonce représenter la famille de Nahel Merzouk, jeune homme de 17 ans tué par un policier lors d'un contrôle routier[réf. nécessaire].
En octobre 2023, il est l'avocat de Nabil Ennasri lors de sa mise en examen des chefs d’abus de confiance, corruption privée, blanchiment, blanchiment de fraude fiscale aggravée, corruption d’agent public et trafic d’influence d’agent public, et de son placement en détention provisoire par un juge des libertés et de la détention.

## Publication
- Avocat des Libertés, Paris, Éditions du Nouveau Monde, 2022

## Divers
En 2009, Yassine Bouzrou est chroniqueur dans une émission sur la radio Générations, donnant des conseils juridiques.
En septembre 2022, il apparaît dans le film Athena de Romain Gavras.